# Ездочное (Белгородская область)
Ездочное — село в Чернянском районе Белгородской области России, является центром Ездоченского сельского поселения.

## Климат
Климат умеренно континентальный с ярко выраженными сезонами. Зима холодная с частыми оттепелями, лето солнечное и продолжительное, со значительным количеством осадков.

## История
Первое упоминание о селе (слободе) Ездочное относится к 1643 году. 
Десятая ревизия зафиксировала в селе Ездочном Чернянской волости Ново-Оскольского уезда «273 души мужского пола крестьян государственных» и «74 души мужского пола» крепостных.
В 1885 году в селе было 135 домохозяев «государственных четвертных» и 42 домохозяйства крестьян. Дети обучались в земской школе, в селе действовала Покровская церковь. Ездочное славилось мастерами по дереву, ковроткачеству, вышивке и вязанию, кузнечному ремеслу.
В 1929—1930 гг. на территории Ездочного начался период массовой коллективизации. В начале 1930-х гг. село — центр сельского Совета в Чернянском районе; в сельсовет, кроме Ездочного, входила деревня Старая Масловка.
В память о земляках, погибших на фронтах Великой Отечественной войны, в 1967 году в селе был установлен памятник.
В 1985 году, в день празднования 40-летия Победы, в селе открыли музей боевой и трудовой славы колхоза.
В начале 1990-х гг. Ездочное оставалось центром колхоза «Пролетарский Октябрь», производящего зерно, сахарную свеклу, овощи, молоко, скот и домашнюю птицу.
В 1997 году Ездочное — центр сельского округа (3 села, 2 поселка и хутор) в Чернянском районе.

## Население
В 1885 году в Ездочном было 939 человек. В 1932 году — 1374 жителя. В 1979 году в Ездочном — 1187 жителей, а в 1989—1638 человек.
| 1877 | 1897 | 2002  | 2010  |
| ---- | ---- | ----- | ----- |
| 871  | ↗947 | ↗1639 | ↗1669 |